# Synthèse d'indole de Reissert
La synthèse d'indole de Reissert est une série de réactions chimiques permettant de synthétiser l'indole (5) ou d'un indole substitué (4) à partir de l'orthonitrotoluène (1) et de l'oxalate de diéthyle (2),. Proposée en 1897, la synthèse de Reissert est l'une des premières à permettre la synthèse d'indole non substitué.
Il a été montré que l'utilisation d'éthanolate de potassium donne de meilleurs résultats que l'éthanolate de sodium.

## Mécanisme réactionnel
Au cours de la première étape, le groupement méthyle de l'orthonitrotoluène (1) est déprotoné en milieu fortement basique (présence d'éthanolate sous la forme NaOEt), ce qui permet sa condensation avec le diéthyloxalate (2) pour former l'éthyl o-nitrophénylpyruvate (3) (avec régénération de NaOEt). La seconde étape consiste en une réduction/cyclisation en présence de zinc dans l'acide acétique pour former du 2-carboxy-indole (4). Celui-ci peut être décarboxylé par simple chauffage pour former l'indole (5).

## Variantes
Il existe une version intramoléculaire de cette réaction (« modification de Butin »), passant par l'ouverture d'un cycle de furane pour produire le carbonyle nécessaire à la cyclisation formant l'indole. Une fonction cétone est présente sur la chaîne latérale du produit final, permettant d'autres modifications.